# Оберн (Ајова)
Оберн (Ајова) (енгл. Auburn) град је у америчкој савезној држави Ајова. По попису становништва из 2010. у њему је живело 322 становника.

## Демографија
Према попису становништва из 2010. у граду је живело 322 становника, што је 26 (8,8%) становника више него 2000. године.
| Група             | 2000.       | 2010.       |
| Белци             | 293 (99,0%) | 321 (99,7%) |
| Афроамериканци    | 0 (0,0%)    | 0 (0,0%)    |
| Азијати           | 1 (0,3%)    | 1 (0,3%)    |
| Хиспаноамериканци | 0 (0,0%)    | 0 (0,0%)    |
| Укупно            | 296         | 322         |